# Daniela mini-slip
Daniela mini-slip è un film del 1979 diretto da Sergio Bergonzelli.

## Trama
Tre coppie di ragazzi, facendo viaggio verso Istanbul, si fermano in un albergo. Un'altra viaggiatrice, Daniela, si unisce al gruppo, ritrovandosi nello stesso albergo a spiare le loro ginnastiche erotiche.